# Абдурахман из Газикумуха

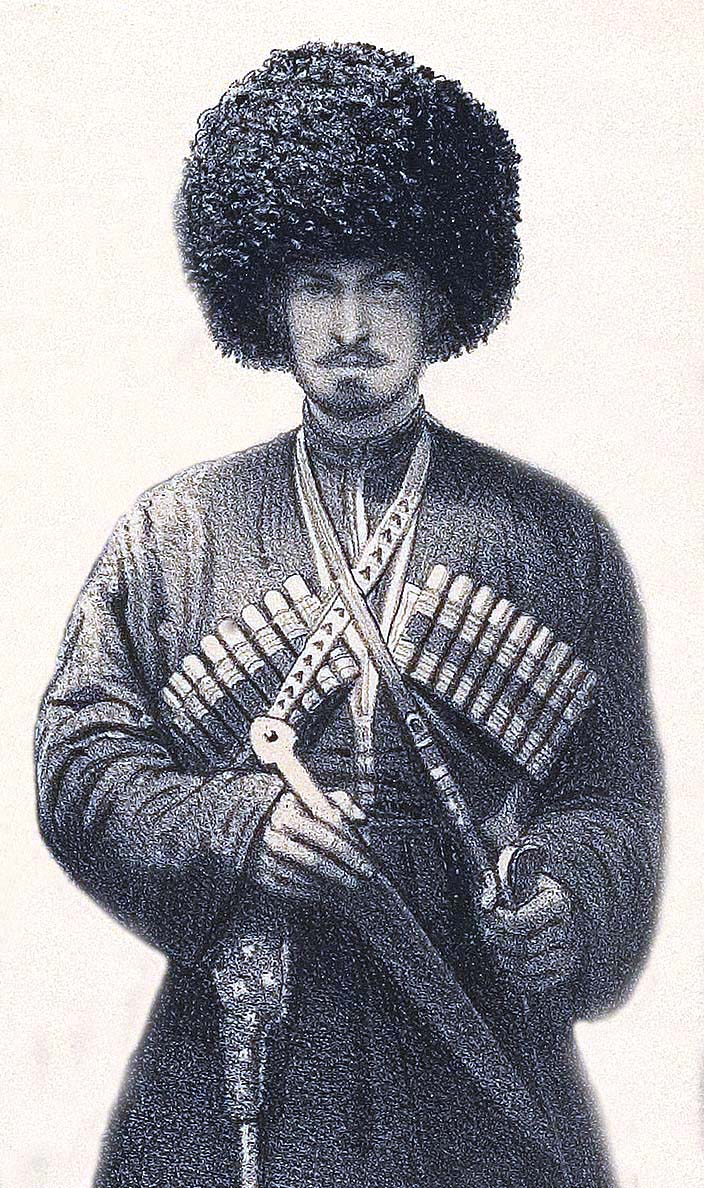
Литография по фотографии Абдурахмана из архивов полковника Руновского.

Сайид Абдурахман, сын Джамалуддина аль-Хусайни аль-Газигумуки ад-Дагестани (лак. Жамалуттиннул арс АьбдурахIман Гъази-Гъумучиял, араб. السيد عبد الرحمن ، ابن جمال الدين الحسيني الغازيجوموكي الداغستاني‎) — дагестанский просветитель, сподвижник и зять имама Шамиля. Участник Кавказкой войны. Автор хроник Дагестана XIX века времён Северо-Кавказского имамата. Биограф Шамиля, семь лет находившийся рядом с имамом в его почётной ссылке в городе Калуге.

## Биография

### Дагестан. 1837—1859 годы
Сайид Абдурахман — сын почитаемого в Дагестане шейха Джамалуддина из Газикумуха, духовного наставника имамов Чечни и Дагестана Гази-Мухаммада и Шамиля.
Нисба «аль-Хусайни» означает, что Абдурахман является потомком Хусейна, внука пророка Мухаммада. От отца получил хорошее домашнее образование, после обучался во многих селах Дагестана, как обычный мутаалим (ученик). Семья Абдурахмана была достаточно зажиточной, но отец не разрешал ему во время учёбы ездить верхом — «чтобы урезонить тем самым порывы души, считая, что это испытание для получения знаний», поэтому Абдурахман обошел пешком почти весь горный Дагестан. Абдурахман знал арабский, был хорошо знаком с мусульманским правом, грамматикой, поэзией.
После завершения своего обучения поселяется в столице имамата Ведено, где отец Абдурахмана состоит в совете Шамиля. В довольно раннем возрасте женится на дочери Шамиля Нафисат. Следует отметить, что брат Абдурахмана — Абдурахим был женат на дочери имама, Фатиме, а сам имам взял в жены сестру Абдурахмана, Загидат. После свадьбы Абдурахман входит в ближайший круг имама, неотлучно находится при нём, сопровождая имама в походы и сражения. Часто служит писарем при имаме.
В 1859 году русская армия берет Ведено штурмом. Имам с семьей и ближайшими соратниками, в том числе и Абдурахманом, переходит в горы Дагестана. Путь Шамиля лежал сначала на гору Килятль «дважды укрепленной горскими войсками, вырытыми окопами и каменными стенами.» Однако жители ближайших областей не откликнулись на зов имама к обороне и тому пришлось перейти на гору Гуниб — естественную крепость, для обороны которой хватало и небольшого войска. Абдурахман активно участвует в обороне Гуниба, находясь возле имама и сопровождает Шамиля на переговоры с генералом Барятинским.

Если вы спросите про утро осады, то лучше не спрашивать, потому что это — день Страшного суда— Краткое изложение подробного описания дел имама Шамиля.

### Калуга. 1859—1866 годы
После пленения Шамиля, Абдурахман с семейством покидает Дагестан и отправляется в Калугу где, по приказу императора Александра II, должен был находиться в ссылке Шамиль. Приставом в доме Шамиля служит капитан Аполлон Руновский, оказавшим большое влияние на Абдурахмана — именно по его совету, Абдурахман приступает к написанию своих воспоминаний, которые в дальнейшем будут изданы под названием «Хуласат ат-тафейл» — «Краткое изложение подробного описания дел имама Шамиля».
В книге описывается последние дни существования имамата, переход имама из Нового Дарго в Дагестан, измены наибов имама, взятие Гуниба, путешествие Шамиля из Дагестана в Калугу и прочие подробности из жизни Шамиля вне Кавказа. Большое место в книге уделено различным притчам, поэзии и назиданиям жителям Дагестана. Книга была переведена на русский язык и издана в 2002 году, вместе с оригинальным рукописным арабским текстом автора.
Руновский же является и первым переводчиком записей Абдурахмана на русский. Отрывки из этих записей публикуются им в газете «Кавказ» под общим названием «Выдержки из записок Абдуррахмана сына Джемалэддинова, о пребывании Шамиля в Ведене и о прочем» в 1862 году. В предисловии к ним он описывает Абдурахмана как умного, способного молодого человека, праведного мусульманина, исполняющего все заветы веры, но тем не менее находивший время и на занятие литературой..

Старший брат очень привержен к своей религии и много интереса находит в чудесах, описываемых мусульманскими книгами, к которым он питает доверие неограниченное. За все за это, а также за великую грамотность, Шамиль питает к нему большое расположение. Гунибская переписка ведена им.— Апполон Руновский «Шамиль в Калуге».
В 1861 году в Царском селе император встречается с Шамилем. Абдурахман с братом сопровождают имама и удостаиваются аудиенции императора.

Затем царь пригласил к себе меня и капитана Аполлона Руновского, который был тогда со мной. Когда мы приблизились к нему, то мы приветствовали его по обычаю русских, то есть наклоном головы. И вот я увидел признаки веселья и радости на его лице и природной живости, по причине чего называют его обычно люди царем с добрым сердцем, [верным] слову и делу. Он побеседовал со мной кое о чём. Например, он спросил: «Как ты нашел Петербург?» и прочее, и прочее. Я отвечал ему в меру своих знаний и ума.— Краткое изложение подробного описания дел имама Шамиля.
Абдурахман быстро изучает русский язык, легко пишет и изъясняется на нем. Руновский в своих записях отмечает, что молодые горцы изучив русский язык, не остановились на практических знаниях, а углубились в изучение грамматики.. По мнению академика Крачковского Абдурахман «значительно русифицировался во время долголетнего пребывания в Калуге».

### Тифлис. 1866—1871 годы
Смена места жительства и непривычный климат не очень благоприятно действует на горцев. В 1866 году заболевает и скоропостижно умирает жена Абдурахмана Нафисат. Добившись разрешения властей на захоронение жены на её родине в Гимрах, Абдурахман более не возвращается в Калугу, а отправляется в Тифлис, где его зачисляют в Дагестанскую постоянную милицию.
Здесь он заканчивает работу над второй своей книгой Китаб тазкира — Книга воспоминаний Сайида Абдурахмана, сына устаза, шейха тариката Джамалуддина ал-Хусайни о делах жителей Дагестана и Чечни. Сочинено и написано в Тифлисе в 1285 (1869) году", известной в русском переводе как «Книга воспоминаний».
В своем труде Абдурахман подробно описывает жизнь, быт и нравы Дагестана и Чечни. Приводит уникальные сведения о жизни трех имамов, об устройстве имамата Шамиля, его наибов и мудирах. Описывает села Дагестана, их жителей, нелегкую учёбу мутаалимов. Подробно рассказывает о жизни и трагической смерти сына имама Джамалуддина, выменянного на пленных княгинь Чавчавадзе и Орбелиани, о закате имамата, обороне Гуниба, переговорах между Шамилем и Барятинским. Книга была переведена на русский язык и выпущена в 1997 году в честь двухсотлетия со дня рождения Шамиля.
Летописец Кавказкой войны Мухаммад Тахир аль-Карахи в своем знаменитом труде «Блеск дагестанских шашек в некоторых шамилёвских битвах» использует данные из книги Абдурахмана, что свидетельствует о том, что Абдурахмана знали и читали в Дагестане.

### Снова Дагестан. 1871—1901 годы
В 1871 г. Абдурахман поступает в распоряжение начальника Дагестанской области, с назначением ему пожизненной пенсии и перебирается сначала в Темир-Хан-Шуру, а оттуда в родной Газикумух. Когда на фоне войны в 1877 году в Чечне и Дагестане поднимается восстание, Абдурахман не поддерживает его и даже участвует в усмирении горцев..
Позже — в 1883 году он напишет свой последний труд «Сукут Дагистан ва Чачан би йара али Усман фи санати 1877» — «Падение Дагестана и Чечни вследствие подстрекательства османов в 1877 г.», который академик Крачковский относит к написанным «по-прямому заказу русских властей». И хотя в нём Абдурахман указывает на некомпетентность царских управителей Кавказа, виновными в восстании признаны османы, а восставшие описываются не самими лестными словами. 
Дальнейшие сведения о жизни Абдурахмана достаточно обрывисты. Доподлинно известно лишь, что в 1891 году он работал кадием в Газикумухе, где и скончался в 1901 году.

## Наследие
Хроника, записана Абдурахманом из Газикумуха — настоящий памятник арабской письменности Северного Кавказа. По мнению видного советского арабиста, академика И. Ю. Крачковского, труды Абдурахмана являются блёстками золотого фонда арабской литературы, которая вошла в каждодневный обиход жизни на Кавказе.

Эти хроники в самом деле читали и перечитывали, с волнением переживая вновь отраженные там события. Эти стихи действительно находили отзвук в живых чувствах каждого человека, отвечали его настроению в определённые моменты жизни.— И. Ю. Крачковский «Арабская письменность на Северном Кавказе».